# Maladie de Roussy-Lévy
 Mise en garde médicale
La maladie de Roussy-Lévy a été décrite pour la première fois en 1926 par Gustave Roussy et Gabrielle Lévy sous le nom de dystasie aréflexique héréditaire.
C'est un syndrome familial, autosomique dominant, à début précoce, associant déficit sensitivo-moteur distal avec aréflexie, démarche ataxique, atrophie jambo-péronière, pieds creux et tremblement postural des membres supérieurs.
Une mutation (substitution Asn131Lys) sur le gène MPZ codant la protéine P0 ou protéine zéro de la myéline (en) a été découverte en 1999 dans la famille originale décrite par Roussy et Lévy, ce qui fait du syndrome une des formes de CMT1B sur les bases de la classification génétique des différentes types de la maladie de Charcot-Marie-Tooth.